# Пам'ятки Шахтарська
У місті Шахтарськ Донецької області на обліку перебуває 17 пам'яток історії та монументального мистецтва, з яких 9 — братські могила радянських воїнів.
| № пп | Охорон. номер | Найменування пам'ятки                                                                     | Місцезнаходження пам'ятки                                      | Рік встановлення      | Автор                    | Рішення                                                   |
| ---- | ------------- | ----------------------------------------------------------------------------------------- | -------------------------------------------------------------- | --------------------- | ------------------------ | --------------------------------------------------------- |
| 1.   | 673           | Могила Трембача Костянтина Григоровича, Героя Радянського Союзу.                          | вул. Братська, 22, центральний міський цвинтар.                | 2000 р.               | -                        | Постанова Колегії Управління культури 25.04.2003 р. № 418 |
| 2.   | 660           | Братська могила радянських воїнів Південного фронту.                                      | вул. Гастело, 107/109.                                         | 1961 р.               | -                        | 17.12.1969 р. № 724                                       |
| 3.   | 665           | Братська могила радянських воїнів Південного фронту Могила Баранова М. І., підполковника. | вул. Зарєчна, 1.                                               | 1955 р., 1963 р.      | -                        | 5.12.1973 р. № 13                                         |
| 4.   | 664           | Братська могила радянських воїнів Південного фронту.                                      | вул. Зелена, 8/10.                                             | 1960 р.               | -                        | 17.12.1969 р. № 724                                       |
| 5.   | 659           | Братська могила радянських воїнів Південного фронту.                                      | вул. Кірова, 28.                                               | 1950 р., рек. 1993 р. | -                        | 17.12.1969 р. № 724                                       |
| 6.   | 671           | Пам'ятний знак жертвам Чорнобильської трагедії м. Шахтарська.                             | вул. Крупської, 14 (перехрестя вул. Крупської та вул. Леніна). | 1995 р.               | Архітектор: Ковшун В. І. | 25.04.2003 р. № 418 Постанова Колегії Управління культури |
| 7.   | 661           | Братська могила радянських воїнів Південного фронту.                                      | вул. Леніна, 5.                                                | 1960 р.               | -                        | 17.12.1969 р. № 724                                       |
| 8.   | 662           | Братська могила жертвам фашизму.                                                          | вул. Ленінградська, 5/15.                                      | 1960 р.               | -                        | 17.12.1969 р. № 724                                       |
| 9.   | 666           | Братська могила радянських воїнів Південного фронту та пам'ятник землякам.                | вул. Партизанська.                                             | 1960 р. рек. 1995 р.  | -                        | 17.12.1969 р. № 724                                       |
| 10.  | 670           | Пам'ятник шахтарям м. Шахтарська, які загинули на виробництві у XX ст.                    | перехрестя вул. Суворова та вул. Крупської.                    | 28 серпня 1999 р.     | Скульптор: Іванов А. Э.  | 25.04.2003 р. № 418 Постанова Колегії Управління культури |
| 11.  | 1783          | Могила невідомого воїна.                                                                  | вул. Шляпіна, 6.                                               | 1969 р.               | -                        | 12.02.1975 р. № 84                                        |
| 12.  | 667           | Братська могила радянських воїнів Південного фронту і військовополонених.                 | Сердитенська сел/р, смт Сердите, вул. Вокзальна, 9.            | 1960 р.               | -                        | 17.12.1969 р. № 724                                       |
| 13.  | 1909          | Братська могила радянських воїнів Південного фронту.                                      | Сердитенська сел/р, смт Сердите, цвинтар.                      | 1965 р. рек. 1985 р.  | -                        | 19.04.1983 р. № 280 р                                     |
| 14.  | 1910          | Братська могила радянських воїнів Південного фронту.                                      | Стіжківська сел/р, смт Стіжківське, вул. Полтавська, 3.        | 1971 р.               | -                        | 19.04.1983 р. № 280 р                                     |
| 15.  | 3112          | Могила Вентера С. П., воїна-афганця, лейтенанта.                                          | Стіжківська сел/р, смт Стіжківське, цвинтар.                   | 1984 р.               | -                        | 14.07.1993 р. № 419                                       |
| 16.  | 674           | Пам'ятник Кірову С. М.                                                                    | пл. ім. Кірова.                                                | 1956 р.               | -                        | 17.12.1969 р. № 724                                       |
| 17.  | 669           | Пам'ятник В.І.Леніну                                                                      | пл. ім. В. І. Леніна.                                          | 1950 р.               | Скульптор Костін В. М.   | 17.12.1969 р. № 724                                       |
|      |               |                                                                                           |                                                                |                       |                          |                                                           |